# Acacia tratmaniana
Acacia tratmaniana är en ärtväxtart som beskrevs av William Vincent Fitzgerald. Acacia tratmaniana ingår i släktet akacior, och familjen ärtväxter. Inga underarter finns listade i Catalogue of Life.